# Zemeros sosiphanes
Zemeros sosiphanes är en fjärilsart som beskrevs av Hans Fruhstorfer 1912. Zemeros sosiphanes ingår i släktet Zemeros och familjen Riodinidae. Inga underarter finns listade i Catalogue of Life.